# Sleeping Giant Provincial Park
Sleeping Giant Provincial Park är en park i Kanada.   Den ligger i provinsen Ontario, i den sydöstra delen av landet, 1 000 km väster om huvudstaden Ottawa. Sleeping Giant Provincial Park ligger 266 meter över havet.
Terrängen runt Sleeping Giant Provincial Park är huvudsakligen platt, men åt nordväst är den kuperad. Sleeping Giant Provincial Park ligger uppe på en höjd. Trakten är glest befolkad. Det finns inga samhällen i närheten. 
I omgivningarna runt Sleeping Giant Provincial Park växer i huvudsak blandskog.